# 埃尔福特-魏玛机场
埃尔福特机场（德語：Flughafen Erfurt）是德国埃尔福特的一座商用国际机场。该机场自2011年3月起采用埃尔福特-魏玛机场（Flughafen Erfurt-Weimar）作为对外标识，以期改善其营销机会。机场由埃尔福特机场有限公司（Flughafen Erfurt GmbH）负责运营管理，图林根州及埃尔福特市分别持有该公司95%和5%的股权。2010年，机场共发送旅客323,742人次，为德国东部第五大机场。

## 方位及地面交通
埃尔福特机场位于埃尔福特市中心以西约6公里的宾得斯列本区。距离71号高速公路的埃尔福特-宾得斯列本连接处约有3公里路程，在南部同样可以连接7号国道。
埃尔福特公交公司（Erfurter Verkehrsbetriebe）开行的4路有轨电车则提供往返于机场、市中心及中央火车站的公共交通服务。

## 历史

### 原址：罗特贝格
1925年，埃尔福特的首座机场于城市北部的罗特贝格（Roter Berg）正式启用。与当时的许多其它机场一样，它有一条730米长和430米宽的草地跑道。罗特贝格的航空交通量在1928年达到顶峰，平均每天有14架飞机起降，这些飞机均来自汉莎航空，提供往返于柏林、苏黎世、法兰克福、慕尼黑、德累斯顿、汉诺威和埃森等地的航班。1939年，罗特贝格的民用航空交通结束，机场正式转变为军事用途。
第二次世界大战结束后，占领国苏联军方并无兴趣启用该机场，因此罗特贝格机场被暂时关闭，直至1956年因业余飞行运动的需求而再次开放。其后随着飞行运动转场至阿尔克斯列本（Alkersleben），罗特贝格机场于1974年正式关闭，并在原址兴建起了住宅。

### 现址：宾得斯列本

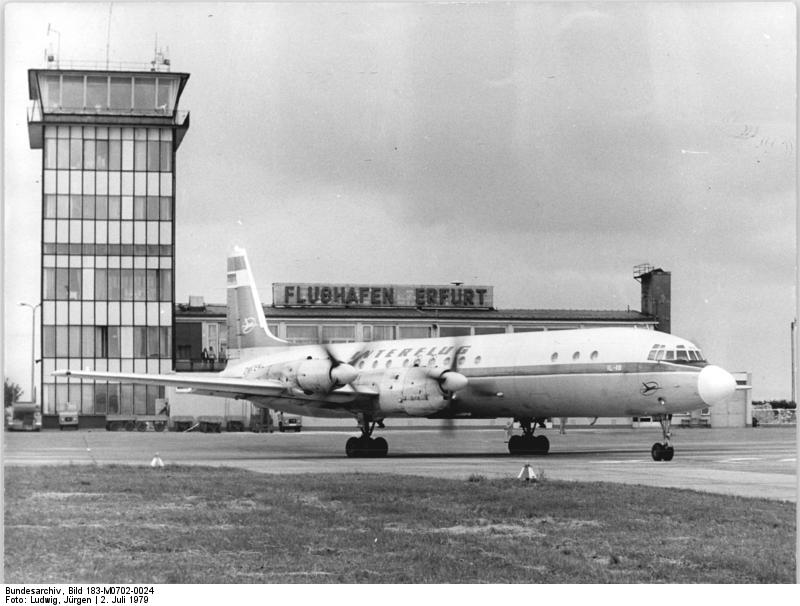
国际航空的一架客机在航站楼前（1979年）

1935年，埃尔福特-宾得斯列本军用机场启用，并在二战后成为苏联空军的军事基地。1956年，东德汉莎航空接管了机场，并将其转变为民用航空用途。1963年，东德汉莎航空被并入国际航空。机场首先开办的定期航线有柏林-舍讷费尔德、德累斯顿、黑灵斯多夫和巴尔特等境内城市。然而东德政府在经历了第二次石油危机后于1980年4月10日后开始逐步调整这些航线。随后国际航空所开办的定期航线仅剩下布达佩斯、瓦尔纳、布尔加斯和波普拉德。苏联的俄罗斯航空也曾短暂开通前往莫斯科和列宁格勒的航班，但其后因持续亏损而被迫停航。
德国统一后，埃尔福特机场于1990年10月3日恢复了前往柏林-泰格尔和法兰克福的定期航线。在随后的几年中，机场先后得到了一座带有空桥的全新终端设施（B航站楼）、塔台和空中管制技术。与此同时，起降跑道得到了延伸，全新的滑行道和封闭式的停机坪也相继建成，并且还创建了大型机库和一些货运站。
自1998年以来，机场还通过埃尔福特-宾得斯列本入口实现与国家高速公路网的连接。

### 2000年代后的发展

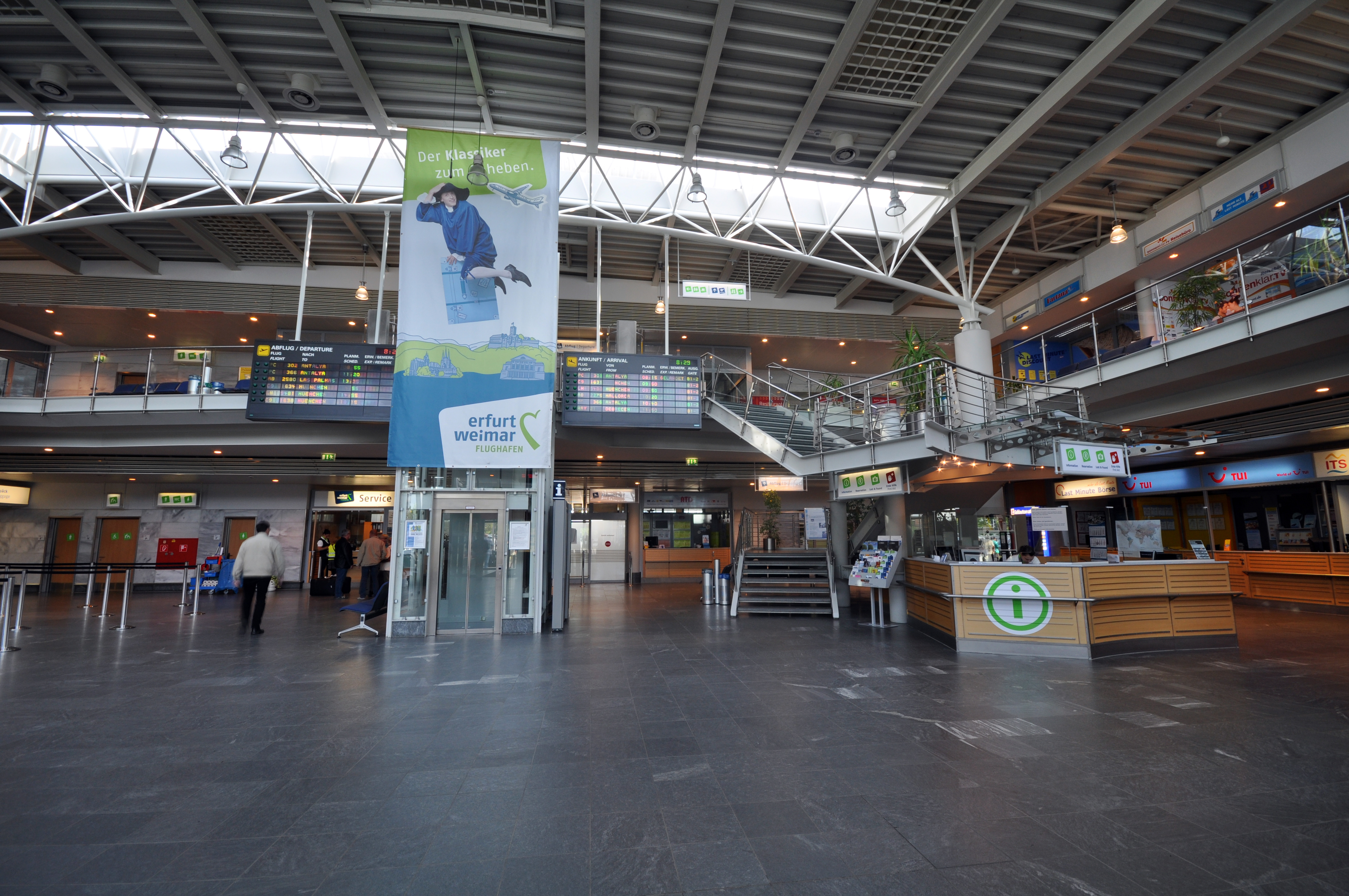
接待大厅（2011）

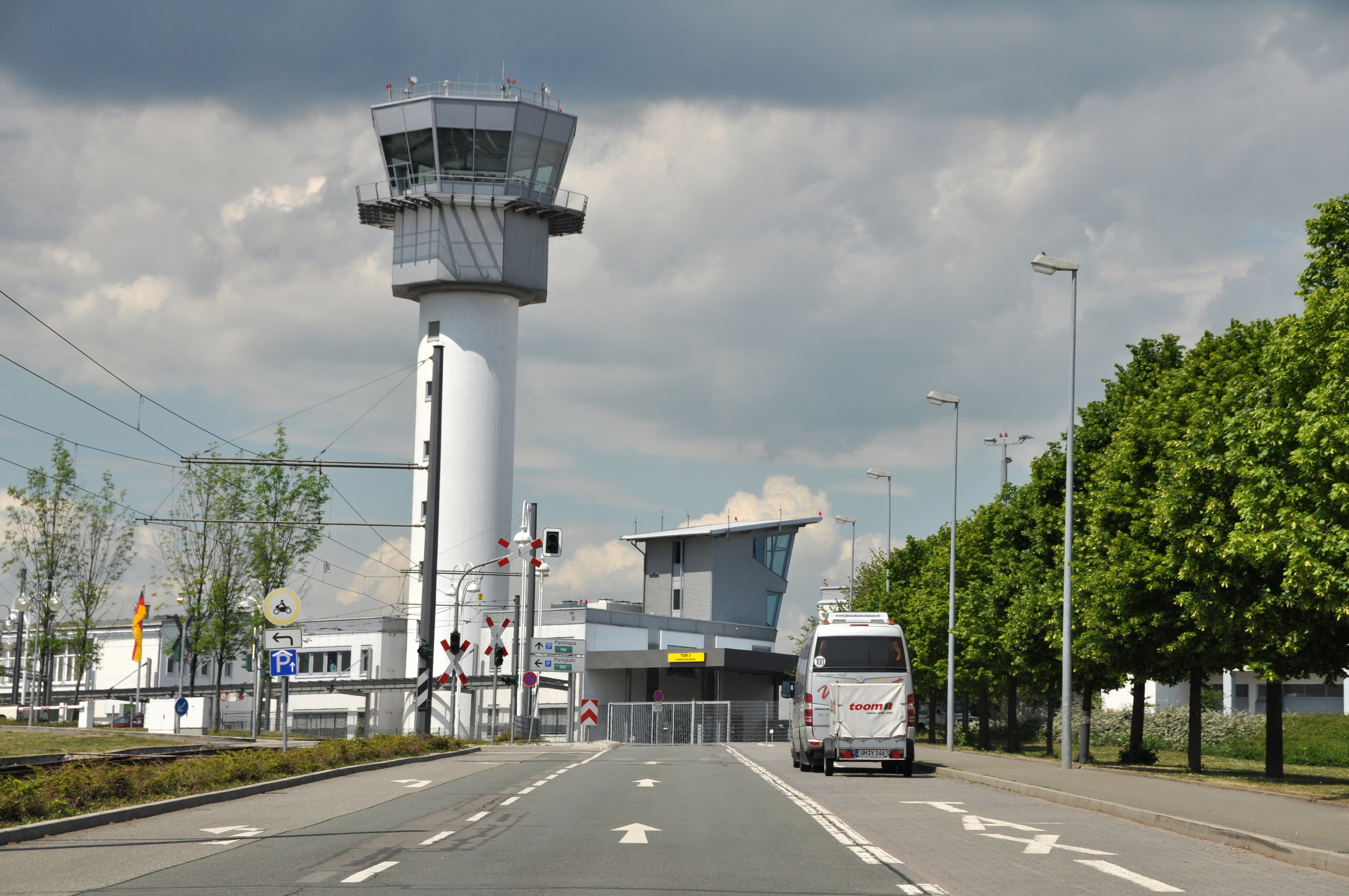
机场塔台

从1989年至2004年共有约2.2亿欧元的公共资金投入了埃尔福特机场。2004年该机场共发送了546,975人次的旅客，而2003年的客运量则是506,000人次。这一增长主要归功于瑞安航空开通了每日往返于伦敦-斯坦斯特德的航班。但是这一航线在2005年1月再次调整，并在那时起改在阿尔滕堡运营。在随后几年的客运数据中，除2005年为438,700人次外，2006年起便逐年下跌，至2009年仅录得272,399人次。2010年，客运量再次大幅增加19%，达323,742人次，首度超过2007年的水平。
2005年6月21日，一条全新的城铁线路建成，旅客可由机场搭乘更加便捷和舒适的公共交通往返于市区。
2006年8月13日，机场的前任经理盖德·巴伦丁（Gerd Ballentin）在辞职后被逮捕。他因在任期间伪造交通数据而被判处两年八个月的监禁。
2009年6月5日，美国总统巴拉克·奥巴马乘坐由波音747-200改装的空军一号降落在埃尔福特机场，前往参观布痕瓦尔德集中营。
2011年3月21日，机场正式更名为埃尔福特-魏玛机场。埃尔福特期望通过重命名可获得更多的关注。市议会在宣布决定时指出，古城魏玛拥有歌德、席勒、包豪斯和魏玛共和国等世界知名的元素，埃尔福特将可从中受益。整个更名共耗资18万欧元。

## 航空公司及航点

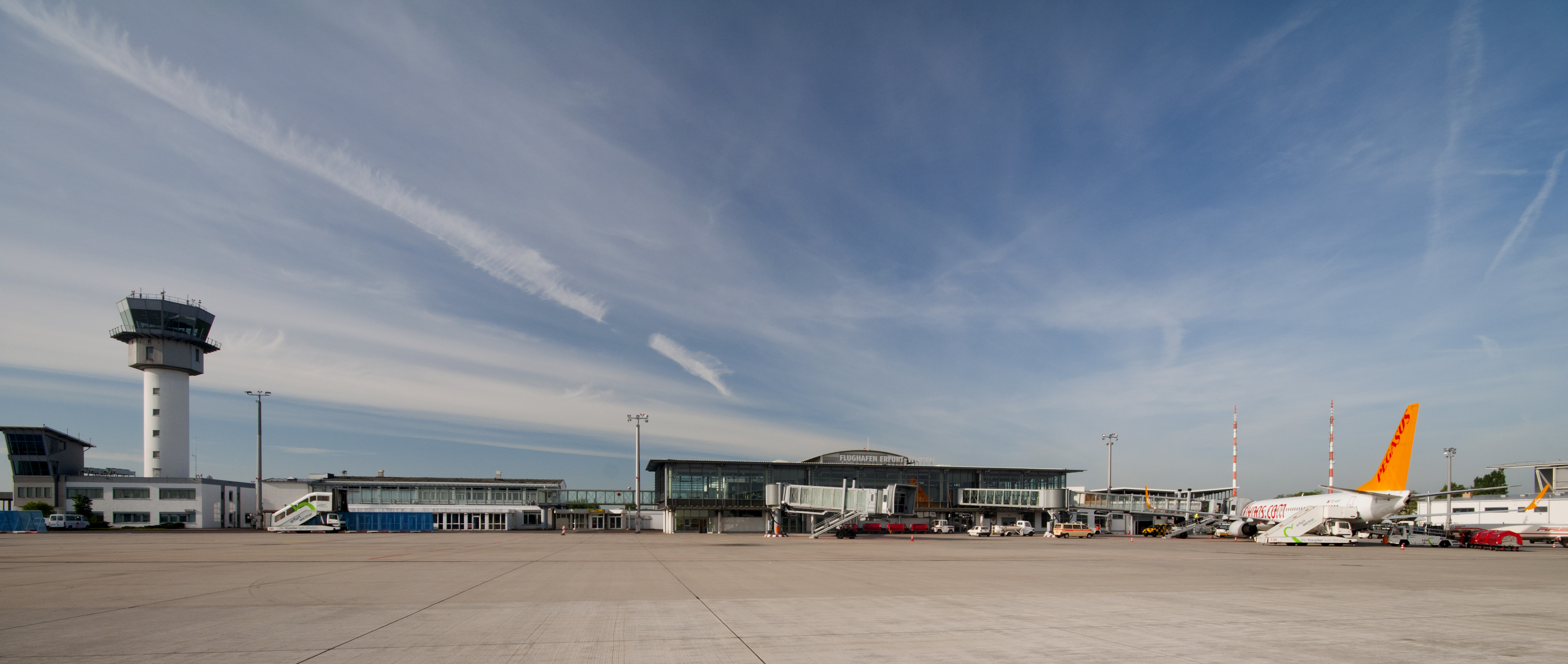
塔台及航站楼前景

埃尔福特机场目前大多运营往返于加那利群岛、地中海和红海沿岸等热门旅游地区的包机航班，主要航点为西班牙的帕尔马和土耳其的安塔利亚。在旅游旺季还有包机飞往布尔加斯和瓦尔纳。
在定期航班中，由汉莎航空的合作伙伴卷云航空每日提供若干个航班往返于慕尼黑，以31座的多尼爾328-100飞机执行。机场曾为开办往返于汉堡的定期航班做过各种努力，但都一一失败。
机场的货运航班目前只有TNT航空提供前往列日的航班，通常会在夜间22点抵达埃尔福特，由BAe 146飞机执飞。
此外，除了民用航空，联邦国防军的军用飞机偶尔也会使用埃尔福特机场。
| 航空公司         | 目的地                                                                    |
| ---------------- | ------------------------------------------------------------------------- |
| VIA航空          | 季节性：布尔加斯、瓦尔纳                                                  |
| 保加利亚包机航空 | 季节性：布尔加斯、瓦尔纳                                                  |
| 卷云航空         | 慕尼黑                                                                    |
| 汉堡航空         | 季节性：安塔利亚、德布勒森、雷克雅未克-凯夫拉维克、巴拉顿、斯普利特、塔林 |
| 诺维航空         | 安菲达                                                                    |
| 天际航空         | 安塔利亚                                                                  |
| 太阳快运         | 伊兹密尔                                                                  |
| 突尼斯航空       | 季节性:杰尔巴、安菲达                                                     |